# Alfredo Zitarrosa
Alfredo Zitarrosa (Montevideo, 10 de març de 1936 - ibídem, 17 de gener de 1989) fou un cantant, compositor, poeta, escriptor i periodista uruguaià, considerat una de les figures més destacades de la música popular del seu país i d'Amèrica Llatina.

## Biografia
Fill de Jesusa Blanca Nieve Iribarne (Blanca), que amb 19 anys el va donar a llum a l'Hospital Pereira Rossell de Montevideo, és anotat com Alfredo Iribarne.
Al cap de poc de néixer, en circumstàncies especials, la seva mare el «va donar a criar» al matrimoni format per Carlos Durán, home de diversos oficis, i Doraisella Carbajal, que en aquell moment era empleada al Consell de l'Infant. Va passar a ser Alfredo Pocho Durán, i va viure amb ells en diversos barris d'aquesta ciutat. Després, entre 1944 i finals de 1947, es van traslladar al poble de Santiago Vázquez, amb freqüents visites a l'entorn rural prop de Trinidad, capital del departament de Flores, d'on era oriünda la seva mare adoptiva. S'ha assenyalat que aquesta experiència infantil el va marcar per sempre, i que es nota en el seu repertori la inclusió majoritària de ritmes i cançons d'origen camperol, fonamentalment milongues.

## Cançons destacades
Entre les seves cançons més conegudes destaquen:
- Milonga para una niña.
- Doña Soledad.
- Adagio en mi país.
- Milonga más triste.